# (123647) Tomáško
(123647) Tomáško est un astéroïde de la ceinture principale.

## Description
(123647) Tomasko est un astéroïde de la ceinture principale. Il fut découvert le 31 décembre 2000 à l'Observatoire d'Ondřejov par Peter Kušnirák et Ulrika Babiaková. Il présente une orbite caractérisée par un demi-grand axe de 2,72 UA, une excentricité de 0,05 et une inclinaison de 6,1° par rapport à l'écliptique.

## Compléments